# Euthore hyalina
Euthore hyalina – gatunek ważki z rodziny Polythoridae. Występuje na terenie Ameryki Południowej.